# Aiouea guatemalensis
Aiouea guatemalensis là loài thực vật có hoa trong họ Nguyệt quế. Loài này được (Lundell) Renner miêu tả khoa học đầu tiên năm 1982.